# Laurent Martin (pianiste)
 (avril 2023).
Si vous disposez d'ouvrages ou d'articles de référence ou si vous connaissez des sites web de qualité traitant du thème abordé ici, merci de compléter l'article en donnant les références utiles à sa vérifiabilité et en les liant à la section « Notes et références ».
Pour les articles homonymes, voir Laurent Martin et Martin.
Laurent Martin est un pianiste français classique né dans le 4e arrondissement de Lyon le 12 septembre 1945.

## Biographie
Après des études pianistiques avec Geneviève Zaigue à Troyes, Joseph Benvenuti au Conservatoire national supérieur de musique de Paris, Germaine Audibert à Nice et Pierre Sancan à Paris, il se distingue dans plusieurs concours internationaux en Espagne et en Italie et entame une carrière de soliste et de chambriste en 1977.
D'abord cantonné à une activité relativement réduite, il se produit seul avec Emmanuel Krivine en 1979 et 1980 puis avec d'autres partenaires prestigieux. De la même façon, son répertoire de soliste hors des sentiers battus limite ses engagements dans un premier temps puis, après la gravure de ses 4 premiers CD consacrés à Charles-Valentin Alkan dans les années 1989-1992, diffusés dans le monde entier par le label Marco Polo,, ses concerts n'ont cessé de se développer en Europe jusqu'à aujourd'hui.
Il est en effet reconnu maintenant comme le principal défenseur et spécialiste des compositeurs romantiques français méconnus et sa discographie qui dépasse les 41 enregistrements fait la part belle aux premières mondiales.
C'est ainsi également qu'il a été approché par le Palazzetto Bru Zane de Venise qui l'engage chaque année avec le Quatuor Satie et qui l'aide dans ses projets de CD. La première gravure du Quintette d'Alexis de Castillon a été ainsi saluée par un Diapason d'or découverte. 
Parmi ses "résurrections" de compositeurs, on peut citer Alkan, George Onslow, Mel Bonis, Alexis de Castillon et aussi Napoléon Henri Reber, Alexandre-Pierre-François Boëly, André Caplet, Alberic Magnard, Charles Martin Loeffler, Théodore Dubois, Federico Mompou ou Fernand de la Tombelle (sortie fin 2011).
Ses recherches sur les compositrices, avec la spécialiste Florence Launay, l'ont conduit à interpréter également parallèlement à Mel Bonis, Clémence de Grandval, Blanche Selva, Nadia Boulanger et Lili Boulanger et Armande de Polignac. Il a, également, créé en 1978 les Concerts de Vollore qui présente des œuvres oubliées avec de grands interprètes classiques dans la région du Forez en Auvergne.

### Critiques
Alain Lompech, dans Diapason (2008) : Une exemplaire carrière discographique. Un splendide récital Chopin : sonorité large, chantante, cuivrée, des basses profondes, un sens rare de la polyphonie et du rubato. Il semble inventer la musique à mesure qu'elle avance.....
Libération des 19-20 février 2011 à propos du romantisme français : Depuis des décennies, des chefs comme Michel Plasson ou des pianistes comme Laurent Martin ont œuvré à sa redécouverte.
Guy Ramona, fondateur avec György Cziffra et Directeur pendant près de 40 ans du Festival de musique de La Chaise-Dieu en Auvergne à propos de Laurent Martin (août 2010) : « Il y avait longtemps que nous n'avions entendu un récital de cette qualité, finesse, précision, élégance des lignes mélodiques, sens des profondeurs, clarté maîtrisée, virtuosité au service de l'expression et non l'inverse comme si souvent. C'était vraiment remarquable, un moment véritablement privilégié. »[réf. nécessaire]

## Discographie sélective
- Charles-Valentin Alkan : Portrait, piano solo (Ligia Digital),
- George Onslow : Aussitôt que la lumière, piano solo (Ligia),
- George Onslow : Sonates à 4 mains avec T. Ravassard (Ligia),
- Mel Bonis : L'ange gardien, piano solo (Ligia, en réimpression),
- Alexis de Castillon : Pensées fugitives, piano solo (Ligia),
- Alexis de Castillon : Quintette et Quatuor avec piano avec le quatuor Satie (Ligia),
- Théodore Dubois : Sonate pour piano (Ligia),
- Robert Schumann : Carnaval et 1re sonate opus 11 (Ligia),
- Frédéric Chopin : Le poète (Ligia),
- Joseph Haydn : 3 sonates pour piano (Ligia),
- Jean-Sébastien Bach : Bach intime - intimate vertraut (Ligia).